# Jean-Louis Lechêne
Pour les articles homonymes, voir Lechêne.
Pas d'image ? Cliquez ici
Jean-Louis Lechêne est un guide de haute montagne, né à Hautmont (Nord) en 1947. Il est connu pour son engagement dans le pyrénéisme. Une goulotte de glace porte son nom au Petit Vignemale.

## Biographie
Après une enfance difficile en raison de la brutalité de son père, il est séparé de sa famille dès l'âge de 9 ans. Bénéficiaire, grâce à ses bonnes notes, d'un séjour dans un camp de jeunesse à Cauterets, dans les Pyrénées, il y découvre la montagne en 1961, à 14 ans. 
À 16 ans, s'installant définitivement à Cauterets, il devient maçon, l'un des rares métiers pratiqués dans les villages des Pyrénées à cette époque où les stations de ski se construisaient à peine. À ce titre, il participe à la construction des refuges du Marcadau et des Oulettes.
Sous le parrainage d'Etienne Florence, ancien champion de France de ski de fond, il apprend le métier de guide, et obtient son diplôme à l'ENSA de Chamonix en 1971, puis son diplôme de moniteur de ski en 1976.
S'impliquant dans le mouvement pyrénéiste, il rejoint le GPHM (Groupe Pyrénéiste de Haute-Montagne), fondé par Robert Ollivier, dont il deviendra le dernier président.
Il réalise de nombreuses premières dans les Pyrénées, notamment au pic de Monné et dans le massif du Vignemale, plus haut sommet des Pyrénées françaises, dont il est devenu un grand spécialiste, gravissant plus de 300 fois le sommet par sa face Nord. En particulier, il a donné son nom à une goulotte de glace dans la face Nord du Petit Vignemale,, ainsi qu'à un éperon au Cap d'Aou (Vallée d'Aure).
Il est la doublure de Kirk Douglas dans le film Veraz, de Xavier Castano, sorti en 1991.

## Principales ascensions
- 17 mars 1967 : première ascension hivernale de l'Éperon Nord-Ouest du Petit Vignemale avec J. Poudré[6]
- 17 juin 1967 : première ascension du pilier Nord de l'arête de Gaube au Vignemale, avec J. Sebben[6]
- mai 1975 : première ascension de la goulotte Lechêne au Petit Vignemale avec Christian Santoul[6]